# 三輪正幸
三輪正幸（みわ まさゆき、1981年 - ）は、日本の園芸学者、千葉大学助教。

## 人物・来歴
岐阜県生まれ。千葉大学大学院博士前期課程自然科学研究科修了。千葉大学環境健康フィールド科学センター助教。専門は果樹園芸学。

## 著書
- 『キウイフルーツ』 (NHK趣味の園芸-よくわかる栽培12か月) NHK出版, 2011.3
- 『レモン』 (NHK趣味の園芸-よくわかる栽培12か月) NHK出版, 2012.3
- 『鉢ひとつで始める果樹づくり 私だけのおいしいしあわせ15種』 (Gakken Mook) 学研パブリッシング, 2013.10
- 『おいしく育てるはじめての家庭果樹』 (生活実用シリーズ. NHK趣味の園芸ビギナーズ) NHK出版, 2013.4
- 『小さなインテリア果樹を楽しむ』 (Gakken Mook) 学研パブリッシング, 2013.9
- 『剪定もよくわかるおいしい果樹の育て方』池田書店, 2014.3
- 『実りを楽しむ果樹講座 テキスト１ 基礎編』日本園芸協会, 2015.12
- 『実りを楽しむ果樹講座 テキスト２ 応用編』日本園芸協会, 2016.2
- 『家庭でできるおいしい柑橘づくり12か月』家の光協会, 2016.2
- 『かんきつ類 レモン、ミカン、キンカンなど』(NHK趣味の園芸. 12か月栽培ナビ) NHK出版, 2017.10
- 『果樹&フルーツ鉢で楽しむ育て方 果樹のベリー類・柑橘類から野菜のイチゴ・メロン・スイカまで 25種196品種』(実用No.1) 主婦の友社, 2017.12
- 『おいしく実る!果樹の育て方 はじめてでも失敗しないおいしい果物のつくり方 切る枝がひと目でわかる』新星出版社, 2017.12
- 『果樹栽培 実つきがよくなる「コツ」の科学』講談社, 2018.11
- 『カキ』 (NHK趣味の園芸. 12か月栽培ナビ) NHK出版, 2020.10
- 『キウイフルーツ 』(NHK趣味の園芸. 12か月栽培ナビ) NHK出版, 2021.11

### 共著
- 『トロピカルプランツの育て方 初めてでもできる栽培プロセスつき 果樹と花木がたっぷり34種 お家で簡単南国気分』 (ブティック・ムック) 尾崎忠共著. ブティック社, 2014.6
- 『ひと目でわかる病害虫の症状・予防・対策 基礎の基礎からよくわかる』雨宮良幹,石原昌史共著. ナツメ社, 2015.4
- 『育てて楽しむウメ百科 栽培から梅干し作り、効能まで』藤巻あつこレシピ監修. 家の光協会, 2018.3

### 監修
- 『はじめての果樹づくり 庭植えでも、鉢植えでも失敗しない! 決定版』 (暮らしの実用シリーズ) 監修. 学研パブリッシング, 2011.9
- 『からだにおいしいフルーツの便利帳』監修. 高橋書店, 2012.4
- 『野菜と果物』 (小学館の図鑑NEO) 板木利隆,畑中喜秋,吹春俊光,横浜康継共監修・執筆. 小学館, 2013.4
- 堀川理万子『くだものと木の実いっぱい絵本』監修. あすなろ書房, 2015.10
- 大森裕子『くだもののずかん』監修 (コドモエのえほん) 白泉社, 2022.3